# ناحیه شریدان (شهرستان مکستا، میشیگان)
ناحیه شریدان (به انگلیسی: Sheridan Township) یک منطقهٔ مسکونی در ایالات متحده آمریکا است که در شهرستان میکوستا، میشیگان واقع شده‌است.
 ناحیه شریدان ۹۲٫۶ کیلومتر مربع مساحت و ۱٬۳۵۷ نفر جمعیت دارد و ۳۲۳ متر بالاتر از سطح دریا واقع شده‌است.